# 35197 Longmire
35197 Longmire este un asteroid din centura principală de asteroizi.

## Descriere
35197 Longmire este un asteroid din centura principală de asteroizi. A fost descoperit pe 7 iunie 1994 la observatorul astronomic din Farra d'Isonzo. Asteroidul prezintă o orbită caracterizată de o semiaxă mare de 2,67 ua, o excentricitate de 0,20 și o înclinație de 11,5° în raport cu ecliptica.